# Stoliczkia borneensis
Stoliczkaia borneensis är en ormart som beskrevs av Boulenger 1899. Stoliczkaia borneensis ingår i släktet Stoliczkaia och familjen snokar. Inga underarter finns listade i Catalogue of Life.
Denna orm förekommer på södra Malackahalvön och på norra Borneo. Arten lever i kulliga områden och i bergstrakter mellan 700 och 1800 meter över havet. Individerna vistas i skogar, ofta nära vattendrag. Honor lägger ägg.
I utbredningsområdet ingår flera skyddszoner. IUCN listar arten som livskraftig (LC).